# سد نيشيكومينوجاوا
سد نيشيكومينوجاوا (باليابانية: Nishikomenogawa Dam) هو سد الجاذبية يقع في محافظة ميه في اليابان. يستخدم السد لإمدادات المياه. تبلغ مساحة مستجمعات المياه للسد 4.1 كيلومتر مربع، ويحجز السد حوالي 2 هكتار من الأرض عند امتلائه يمكنه تخزين 103 ألف متر مكعب من المياه. بدأ بناء السد عام 1978 واكتمل عام 1982. 